# Безсмертя

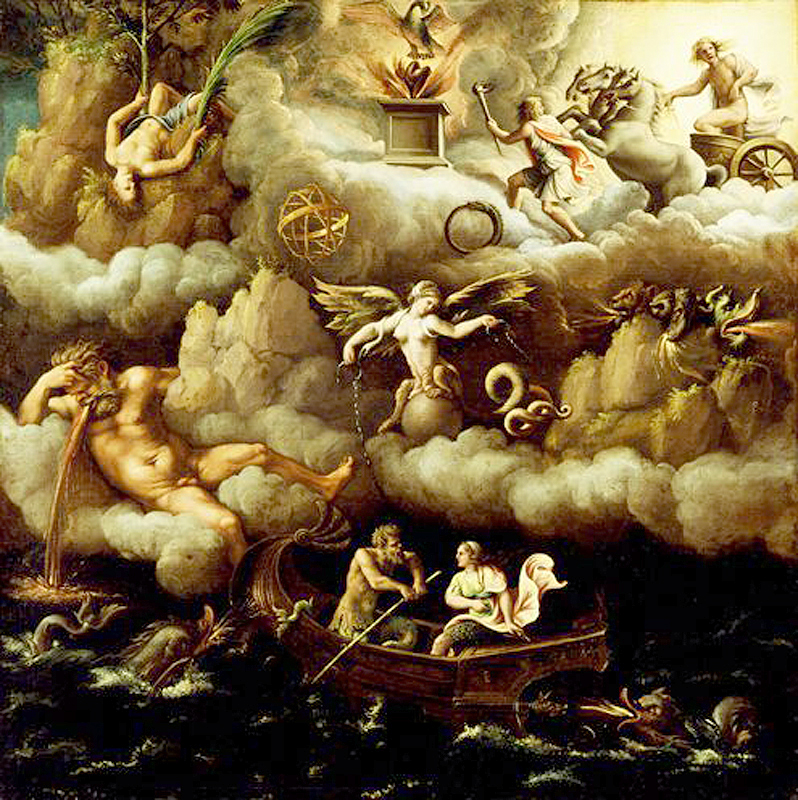
Джуліо Романо (1492—1546). Алегорія Безсмертя, близько 1540

Безсме́ртя (англ. immortality) — термін, яким окреслюється властивість живої істоти або певного явища жити-існувати вічно. Іншими словами — це здатність жити безмежно, без смерті як явища.
Від грецького слова, що означає «безсмертя» (грец. αθανασία) походить українське ім'я Атанасій, Панас.

## Трактування терміна
Безсмертя згадується в багатьох релігіях (наприклад у християнстві, буддизмі, юдаїзмі) у двох ракурсах — або як найбільша нагорода за достойне життя, або вічне покарання за невиконання норм, встановлених певною ідеєю або Богом (наприклад у християнстві — рай та пекло).

## Перші спроби осмислення
Епос про Гільгамеша, що є одним з перших літературних творів, датованих 22-м століттям до н. е., розповідає про прагнення героя стати безсмертним.